# Marian Zakrzewski
Marian Zakrzewski (ur. 8 września 1938 w Jędrzejowie, zm. 23 kwietnia 2008 w Krakowie) – polski biolog, zoolog, herpetolog specjalizujący się w biologii płazów, doktor habilitowany nauk biologicznych, nauczyciel Wyższej Szkoły Pedagogicznej w Krakowie (obecnie Uniwersytet Pedagogiczny w Krakowie).

## Życiorys
W 1967 roku ukończył studia biologiczne w Wyższej Szkole Pedagogicznej w Krakowie im. Komisji Edukacji Narodowej. W 1974 roku na podstawie rozprawy przygotowanej pod kierunkiem prof. dr hab. Włodzimierza Juszczyka pt. „Biologia rozrodu i rozwoju salamandry plamistej Salamandra salamandra (L.) na obszarze Beskidów Zachodnich” otrzymał stopień doktora. Stopień doktora habilitowanego nauk biologicznych w zakresie biologii uzyskał na Wydziale Biologii Uniwersytetu im. Adama Mickiewicza w Poznaniu w 1994 roku na podstawie ogólnej oceny dorobku naukowego i rozprawy pt. „Rozwój salamandry plamistej – Salamandra salamandra (L.) oraz wpływ różnych czynników na jego rozwój”. 
Był autorem lub współautorem wielu publikacji naukowych, skryptów i monografii. Przez dwie kadencje pełnił funkcję Dziekana Wydziału Geograficzno-Biologicznego Akademii Pedagogicznej w Krakowie oraz przez jedną kadencję prorektora ds. studenckich tej uczelni.
Należał do Polskiej Zjednoczonej Partii Robotniczej. Pełnił funkcję członka egzekutywy OOP w WSP.
Za działalność naukową, dydaktyczną, wychowawczą i organizacyjną był wielokrotnie odznaczany i nagradzany m.in. Orderu Odrodzenia Polski, Złotym i Srebrnym Krzyżem Zasługi, Medalem Komisji Edukacji Narodowej, Złotą Odznaką „Za pracę społeczną dla miasta Krakowa” oraz indywidualną nagrodą Ministra Nauki, Szkolnictwa Wyższego i Techniki